# Termunten

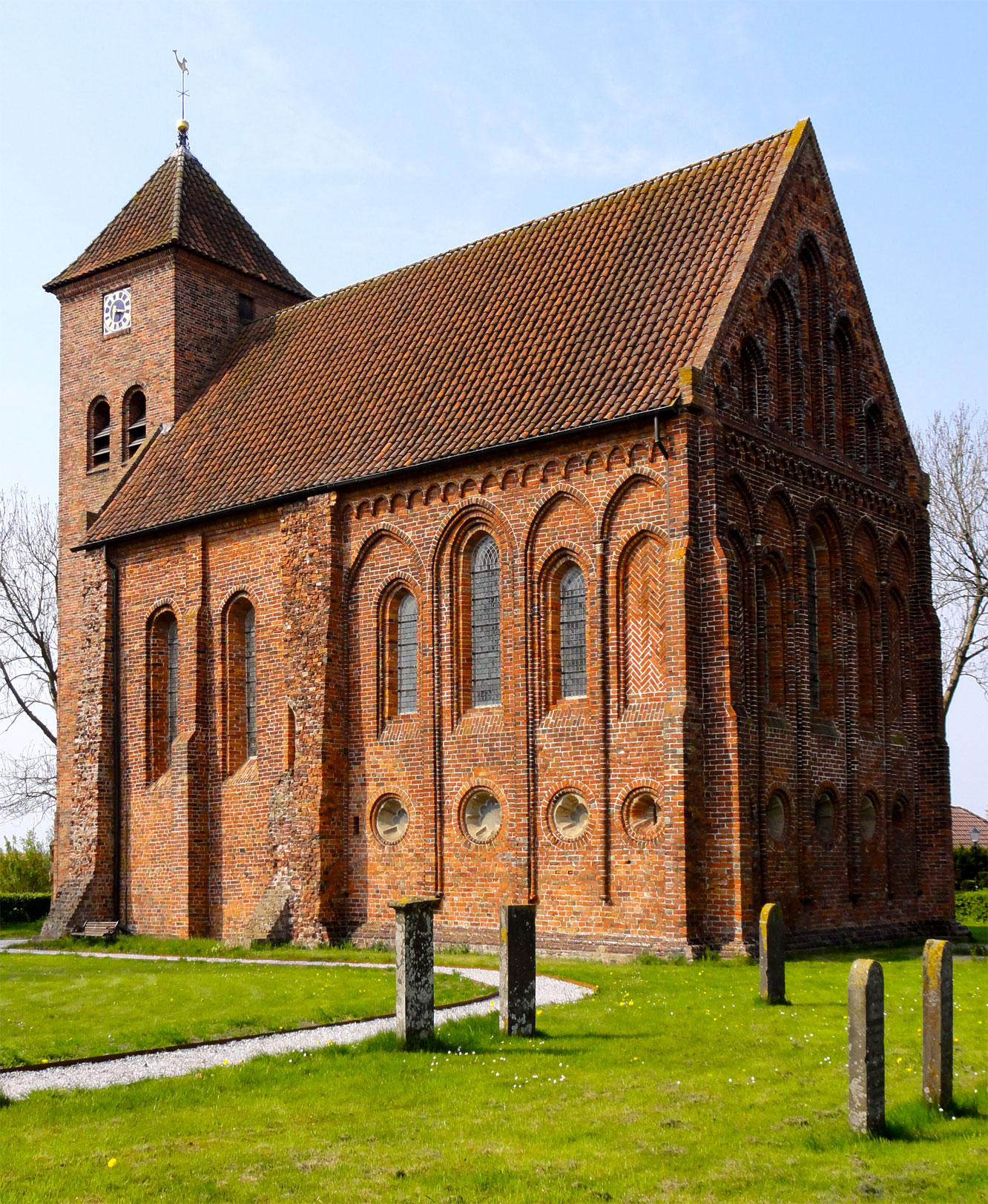
Termunten: l'Ursuskerk

Termunten è un villaggio di circa 400 abitanti della costa nord-orientale dei Paesi Bassi, facente parte della provincia di Groninga e situato nella regione di Hoogeland e lungo l'estuario sul Dollard del fiume Eems. Dal punto di vista amministrativo, si tratta di un ex-comune, dal 1990 accorpato alla municipalità di Delfzijl, municipalità a sua volta inglobata nel 2021 nella nuova municipalità di Eemsdelta.

## Geografia fisica
Termunten si trova nella parte nord-orientale della provincia della Groninga,  tra le località di Delfzijl e Nieuweschans (località situata al confine con la Germania), rispettivamente a sud-est della prima e a nord-ovest della seconda.
Nei dintorni del villaggio si trova l'area naturale nota come Punt van Reide.

## Storia

### Simboli
Lo stemma di Termunten raffigura un leone su sfondo rosso, a cui si aggiunge un piccolo stemma raffigurante un'aquila.
Lo stemma è una combinazione gli stemmi dei signori di Houwerda, che controllavano la città di Groninga, e il nuovo stemma di Delfzijl.

## Monumenti e luoghi d'interesse

### Architetture religiose

#### Ursuskerk
Tra i principali edifici religiosi di Termunten, figura l'Ursuskerk o chiesa protestante: risalente al 1258, è quanto rimane di un monastero costruito in loco.
|  |

## Geografia antropica

### Suddivisioni amministrative
Buurtschappen
- Baamsum
- Dallingeweer
- Fiemel

Il territorio dell'ex-municipalità di Termunten comprendeva anche i villaggi di Borgsweer, Termuntenzijl, Wagenborgen e Woldendorp.